# Illa de Procida
|  | Per a altres significats, vegeu «Procida (desambiguació)». |

Procida (en llatí, "Prochyta") és una petita illa d'origen volcànic de la costa de Campània, entre el cap Miseno i l'illa d'Ischia. És una de les quatre Illes Flegrees, juntament amb Ischia, Vivara i Nisida. Mostra restes de quatre cràters.
Té menys de 4,1 quilòmetres quadrats. Les seves costes, molt irregulars, fan 16 km. El turó de Terra Murata és el punt més alt de l'illa (91 metres).
Tot el territori de l'illa pertany al municipi homònim, que abasta també el veí illot de Vivara (0,4 km²).

## Història

### Història antiga
A Procida s'han trobat alguns objectes grecs micènics dels segles XVI al XV aC. També s'han trobat rastres a Vivara, un illot de la costa sud-oest de Procida. Els primers colons grecs documentats històricament van arribar des de l'Egeu a aquesta illa durant el segle viii aC, seguits d'altres grecs procedents de la propera Cumes.
L'illa és esmentada pel poeta satíric romà Juvenal a Sat. 3, 5, com un lloc erm. Més tard, durant el domini romà, Procida es va convertir en un conegut centre turístic per a la classe patricia de Roma.

### Edat mitjana
Després de la caiguda de l'Imperi Romà d'Occident i la reconquesta romana d'Orient a les guerres gòtiques, Procida va romandre sota la jurisdicció del ducat de Nàpols. La contínua devastació primer pels vàndals i gots, i més tard pels sarraïns, va empènyer la població a reassentar-se en un poble fortificat típic de l'època medieval. La població estava aixoplugada per un cap, defensat de manera natural per muralles que culminen sobre el mar, que posteriorment foren fortificades, adquirint així el nom de Terra Murata ("terra emmurallada").
Testimonis d'aquesta època són d'aquells que ocupaven les torres de guaita, que es van convertir en el símbol de l'illa. Amb la conquesta normanda del sud d'Itàlia, Procida va experimentar el feudalisme; l'illa, amb un annex continental (la futura muntanya de Procida), va passar sota el control de la família Da Procida que va continuar detenint l'illa durant més de dos segles. El membre més famós de la família va ser Joan de Pròixida, conseller de l'emperador Frederic II i líder de la revolta de les Vespres sicilianes.
L'any 1339, el feu, juntament amb l'illa d'Ischia, va ser lliurat a la família Cossa, d'origen francès, fidels seguidors de la dinastia angevina aleshores regnant a Nàpols. Baldassar Cossa va ser elegit Antipapa l'any 1410 amb el nom de Joan XXIII. En aquest període s'inicià una profunda transformació econòmica de l'illa, ja que lentament es va abandonar l'agricultura en favor de la pesca.

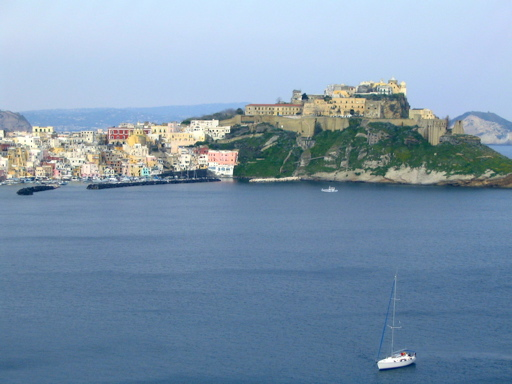
Vista de Corricella des del cap Pizzaco

### Època moderna
Durant el govern de Carles V, l'illa va ser concedida a la família D'Avalos. Les incursions pirates van continuar durant aquest període. Particularment notable va ser un el 1534, dirigit pel famós almirall turc Khair ed-Din Barba-rossa.
El 1744, el rei Carles III va fer de Procida una reserva de caça reial. En aquest període, la flota de Procida va assolir el seu zenit, avalada per un període pròsper de construcció naval. La població va pujar a uns 16.000 habitants. L'any 1799, Procida va participar en les revoltes que van portar a la proclamació de la República de Nàpols. Amb el retorn de la dinastia borbònica uns mesos més tard, 12 habitants de Procida van ser decapitats.
Les guerres napoleòniques van comportar diversos episodis de devastació a causa de la posició estratègica de l'illa en els enfrontaments navals entre francesos i anglesos. El 1860, després de la caiguda del Regne de les Dues Sicílies, l'illa va passar a formar part del recentment format Regne d'Itàlia.

### Segle XX
L'any 1907 Procida va perdre el seu territori continental, que es va independitzar i ara és el comune de Monte di Procida.
L'any 1957 es va construir a Procida el primer aqüeducte submarí d'Europa.